# Louis Lépine

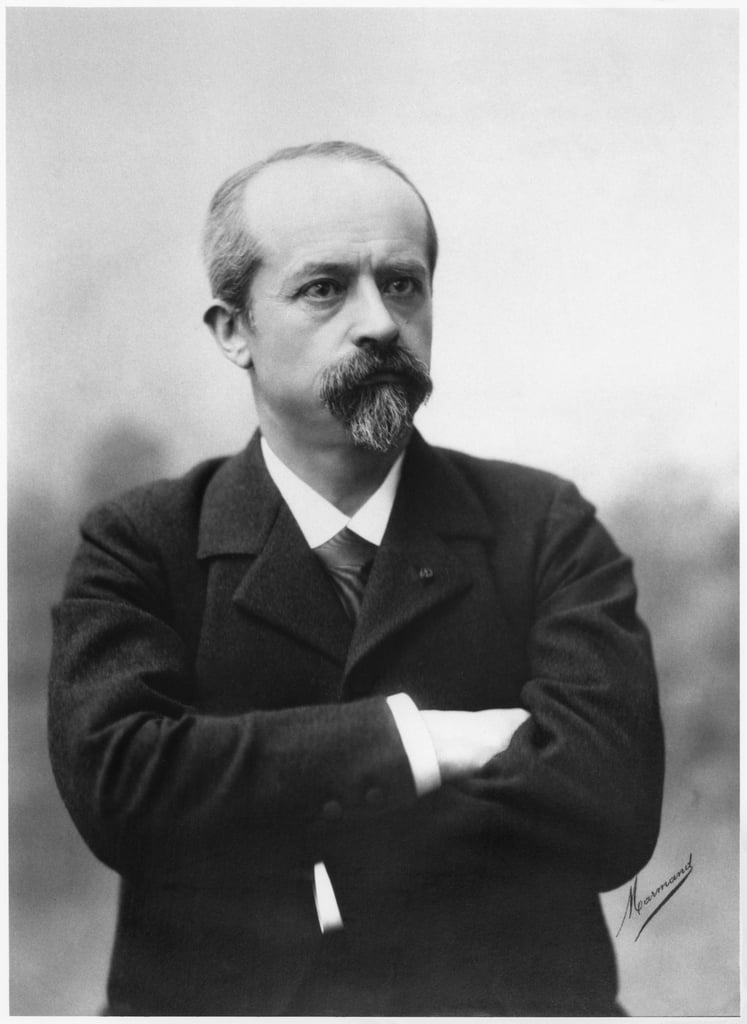
Louis Lépine

Louis Lépine (* 6. August 1846 in Lyon; † 9. November 1933 in Paris) war ein französischer Beamter und ein Politiker der Dritten Republik. Er war Polizeichef von Paris während der Auseinandersetzungen in der Folge der Dreyfus-Affäre und gilt als einer der wichtigsten Modernisierer der Polizeiarbeit in Frankreich.

## Leben
Louis Jean-Baptiste Lépine war der Sohn eines „teneur de livres“ (Buchhalter). Er hatte einen älteren Bruder, Raphaël Lépine, der später ein bekannter Physiologe wurde und eine berufliche Karriere im Bereich der experimentellen Medizin verfolgte. Louis Lépine studierte Jura in seiner Heimatstadt Lyon sowie in Paris und Heidelberg.

### Krieg und Zeit als Départements-Präfekt
Während des Deutsch-Französischen Krieges von 1870 bis 1871 diente er mit Auszeichnung in der französischen Armee. Als Sergent-major in Belfort im Elsass wurde seine Einheit von den Preußen belagert und ständig angegriffen. Sie ergab sich erst nach Beendigung der Feindseligkeiten. Lépine wurde für seine Tapferkeit mit der Médaille militaire ausgezeichnet. Anschließend schlug er eine Laufbahn als Jurist und Beamter ein, die ihn in verschiedene Gegenden führte, wo er als stellvertretender Präfekt der Arrondissements Lapalisse, Montbrison, Langres und Fontainebleau und anschließend als Präfekt der Départements Indre, Loire und Seine-et-Oise tätig war.
Während seiner Zeit in Loire kam es zu einem schweren Bergwerksunglück. Lépine fuhr an der Spitze der Retter in den Schacht ein und wurde dafür mit der Rettungsmedaille ausgezeichnet.

### Präfekt der Pariser Polizei
1893 wurde Lépine Polizeipräfekt des Départements Seine zu einer Zeit, als Paris und Frankreich politisch instabil waren. Lépines Ernennung war darauf zurückzuführen, dass der vorherige Präfekt Henri-Auguste Lozé es nicht geschafft hatte, schwere Studentenunruhen im Jahr 1893 zu unterdrücken.
Von 1897 bis 1898 legte er ein kurzes Intermezzo als Generalgouverneur von Algerien ein, wo er sich mit den antijüdischen Ausschreitungen auseinandersetzen musste, die die Kolonie seit 1895 beunruhigten und sich aufgrund der Dreyfus-Affäre eine Zeit lang verstärkten. 1899 wurde er erneut als Polizeipräfekt des Départements Seine berufen, als es in Paris zu denselben Unruhen kam.
Als Leiter der Pariser Polizei spielte Lépine eine entscheidende Rolle bei der Beruhigung der verschiedenen Fraktionen. Er schränkte die Rolle der Armee als Ordnungsmacht erfolgreich ein, indem er die meisten Situationen ausschließlich mit der Pariser Polizei und der Gendarmerie bewältigte. Eine Militärregierung wurde vermieden, und obwohl es Situationen gab, in denen Lépine militärische Unterstützung zur Kontrolle von Demonstrationen benötigte, waren die von Lépine eingeführten Reformen der zivilen Polizei robust genug, um solche Eingriffe nur selten zu erfordern. In den meisten Fällen genoss die Gendarmerie unter Lépine Vertrauen und war in der Lage, zivile Unruhen zu bewältigen (siehe zum Beispiel die Vorgänge um das Fort Chabrol).

Plakat des Concours Lépine 1910

Um die Krise zu bekämpfen, unter der die kleinen Pariser Hersteller von Spielzeug und Eisenwaren litten, rief er 1901 einen Ideenwettbewerb ins Leben, der später zum Concours Lépine wurde.
1909 gründete er das Museum der Polizeipräfektur und die historischen Sammlungen der Polizeipräfektur (Polizeiarchive) unter Verwendung der Ausstellungsstücke, die er für die Weltausstellung 1900 zusammenstellen ließ.
Unter seiner Aufsicht schlug der Polizeibeamte Gauthier am 13. Juni 1910 während eines Streiks dem Ebenister (Tischler) Henri Cler (1862–1910) so auf den Kopf, dass dieser am 21. Juni 1910 an seinen Verletzungen starb. Der Tod dieses anarchistischen Aktivisten führte am 26. Juni 1910 zu einer Demonstration, die in einen Aufstand umschlug und von der Polizei blutig niedergeschlagen wurde.
Im selben Zeitraum wurde der alternde (und von den Pressekarikaturisten als solcher dargestellte) Präfekt Lépine, der sich dem Ruhestand näherte, von den Zeitungen wegen der zunehmenden Unsicherheit kritisiert, die insbesondere von den „Apachen“ und der „Bonnot-Bande“ verursacht wurde. Es gelang ihm, vom Pariser Stadtrat eine Erhöhung seines Budgets zu erwirken, um 1912 eine „Brigade du Chef“ (Dekret vom 29. Juni 1912) zu gründen, eine Kriminalabteilung der Pariser Sicherheitspolizei, die später zur „Brigade spéciale criminelle“ wurde und sich 1913 in die Direktion der Kriminalpolizei von Paris umwandelte, die als aktiven Polizeidienst insbesondere die berühmte „Brigade criminelle“ (Kriminalbrigade) umfasste.
Zu den Ereignissen, die mit Lépines Zeit als Polizeipräfekt verbunden sind, gehören auch die Große Flut von 1910 und der Diebstahl der Mona Lisa.

### Modernisierung der Polizeiarbeit
Lépine gilt als Begründer der modernen französischen Polizei. Während seiner ersten Amtszeit war die Polizei für Korruption und niedrige Standards bekannt und das Vertrauen zwischen Polizei und Öffentlichkeit war sehr gering. Lépine erkannte, dass sich die Beziehung zwischen der zivilen Polizei und der Öffentlichkeit ändern musste, um gegenseitiges Vertrauen zu schaffen, wenn Frankreich nicht in eine Militärregierung zurückfallen wollte. Die Ermordung von Sadi Carnot, dem fünften Präsidenten der Republik, im Juni 1894 in Lyon veranlasste Lépine, Maßnahmen zur Umgestaltung der Polizei in Frankreich einzuleiten.
Er legte einen Reformplan fest, der während seiner zweiten Amtszeit weitergeführt wurde. Zunächst wurden sorgfältig kodifizierte polizeiliche Verfahren und Vorschriften eingeführt, die fachliche Qualität der Polizeikräfte durch die Einführung von Prüfungen und Beförderungen verbessert und die Forensik in die Arbeit der Kriminalpolizei eingebracht. Während seiner Amtszeit als Polizeipräfekt wurde die Abnahme von Fingerabdrücken als Identifizierungsmethode eingeführt. Die von ihm konzipierten Prüfungen für Polizeibeamte waren sehr gründlich: Sie umfassten z. B. das Erkennen von Fälschungsmethoden und die Untersuchung von Schlossbauteilen, die bei Einbrüchen verwendet wurden, um festzustellen, ob ein Schloss geknackt wurde. Entsprechend seiner Ausbildung als Jurist war er der erste Präfekt, der die Kriminologie in die Polizeiarbeit einführte und sich mit der Psychologie von Kriminellen beschäftigte.
Die Abteilung für gerichtliche Identität wurde am 11. August 1893 durch ein Dekret auf Betreiben des Präfekten Louis Lépine eingerichtet. In ihm wurden das dank der Arbeit von Alphonse Bertillon gegründete Bureau d’identité, der fotografische Dienst und der Dienst für gerichtliche Summenregister zusammengefasst. Die Arbeit der territorialen Dienste für gerichtliche Identitätsprüfung vor Ort in einem Kriminalfall bestand darin, Beweismaterial zu sammeln, zu sichern und zu präsentieren und ihre Kompetenzen mit denen des mit dem Fall betrauten Ermittlers und der Gerichtssachverständigen zu koordinieren.
Zu seinen weiteren Neuerungen gehörten die Einführung des weißen Stocks und der Rollpfeife bei den Gardiens de la paix (Friedenswächter), die Gründung der Flussbootbrigade und der bewaffneten Fahrradstaffeln (die Hirondelles - das Wort bezeichnet einerseits eine französische Fahrradmarke und andererseits eine Schwalbe –, die einen Schnurrbart auf ihren Pelerinen trugen) der Polizei. Er installierte eine Reihe von 500 telefonischen Warnkästen, um die Öffentlichkeit und die Feuerwehr im Falle eines Brandes zu alarmieren, und begann mit der Umstrukturierung des Verkehrs in Paris durch die Einführung von Einbahnsystemen, Zebrastreifen und Kreisverkehren. 1908 landete er einen Mediencoup mit der Einführung der „Berlitz-Agenten“ (die in der Berlitz-Sprachschule ausgebildet wurden und Touristen Auskünfte erteilen sollten; sie unterschieden sich von ihren Kollegen durch das Tragen einer Armbinde, die ihre Sprachkenntnisse anzeigte).

### Späte Jahre
Im Jahr 1912 wurde er zum Mitglied der Académie des sciences morales et politiques gewählt. 1913 schied er aus dem Präfektenamt aus und widmete sich der Abfassung seiner Memoiren (Mes souvenirs), die 1929 veröffentlicht wurden. Im Mai 1913 kandidierte er in Montbrison erfolgreich für den Abgeordnetensitz, der durch den Tod von Claude Chialvo frei geworden war. Im Jahr 1914 entschied er sich für eine Kandidatur im Departement Seine, wo er jedoch unterlag.

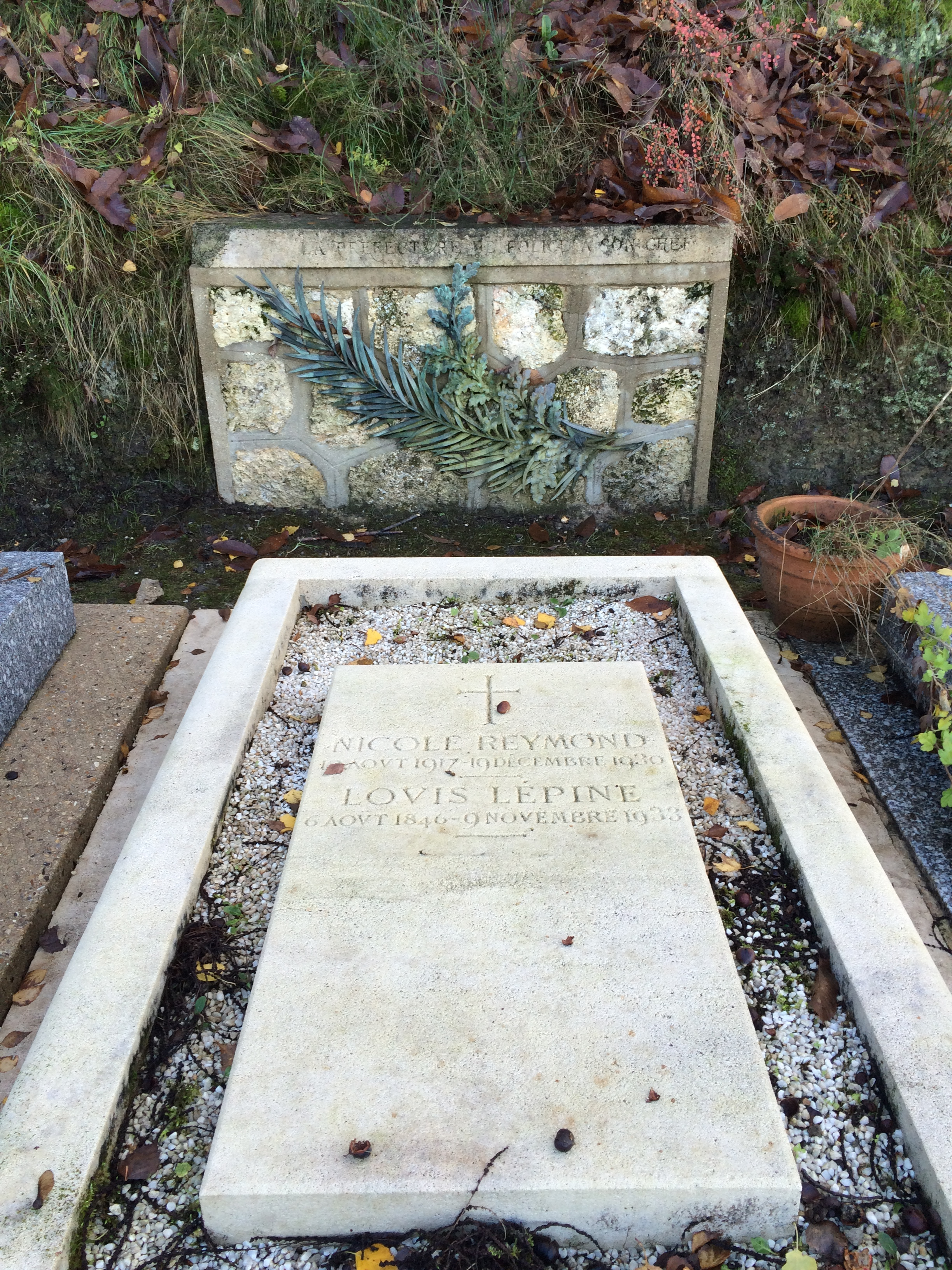
Grab Lépines in Versailles

Lépine starb am 9. November 1933 in Paris und ist auf dem Cimetière des Gonards in Versailles begraben.

## Auszeichnungen und Nachruhm

### Auszeichnungen
- Medaille militaire 1871
- Médaille de sauvetage, échelon or 1892 (Rettungsmedaille in Gold)
- Großkreuz der Ehrenlegion 1906 (Ritter 1886, Offizier 1892, Kommandeur 1895, Großoffizier 1897)[20]
- Médaille de la Société d’encouragement au progrès 1910 (Medaille der Gesellschaft zur Ermutigung des Fortschritts)[21]
- Royal Victorian Order 1903[22]

### Nachruhm
- Eine Plakette mit dem Bildnis von Louis Lépine wurde 1912 im Auftrag der Stadt Paris von dem Graveur Charles Pillet[23] angefertigt. Ein Exemplar davon befindet sich im Musée Carnavalet (ND 0268).[24]
- Nach ihm wurde die Place Louis-Lépine nahe der Polizeipräfektur im 4. Arrondissement von Paris sowie eine Vielzahl französischer Straßen benannt.
- In Anerkennung seiner Arbeit an der Spitze der Pariser Polizei wurde der zweiunddreißigste Jahrgang von Polizeikommissaren, der aus der École nationale supérieure de la Police hervorgegangen ist und 1982 seinen Dienst antrat, nach ihm benannt.
- In der französischen Fernsehserie Paris Police 1900, die 2021 von Canal+ produziert wurde, und ihrer Fortsetzung Paris Police 1905 wird der Präfekt Lépine von Marc Barbé dargestellt.[25][26]
- Lépine wird von Didier Flamand in dem Film Mit Rose und Revolver von 2006 gespielt.[27]

## Bilder

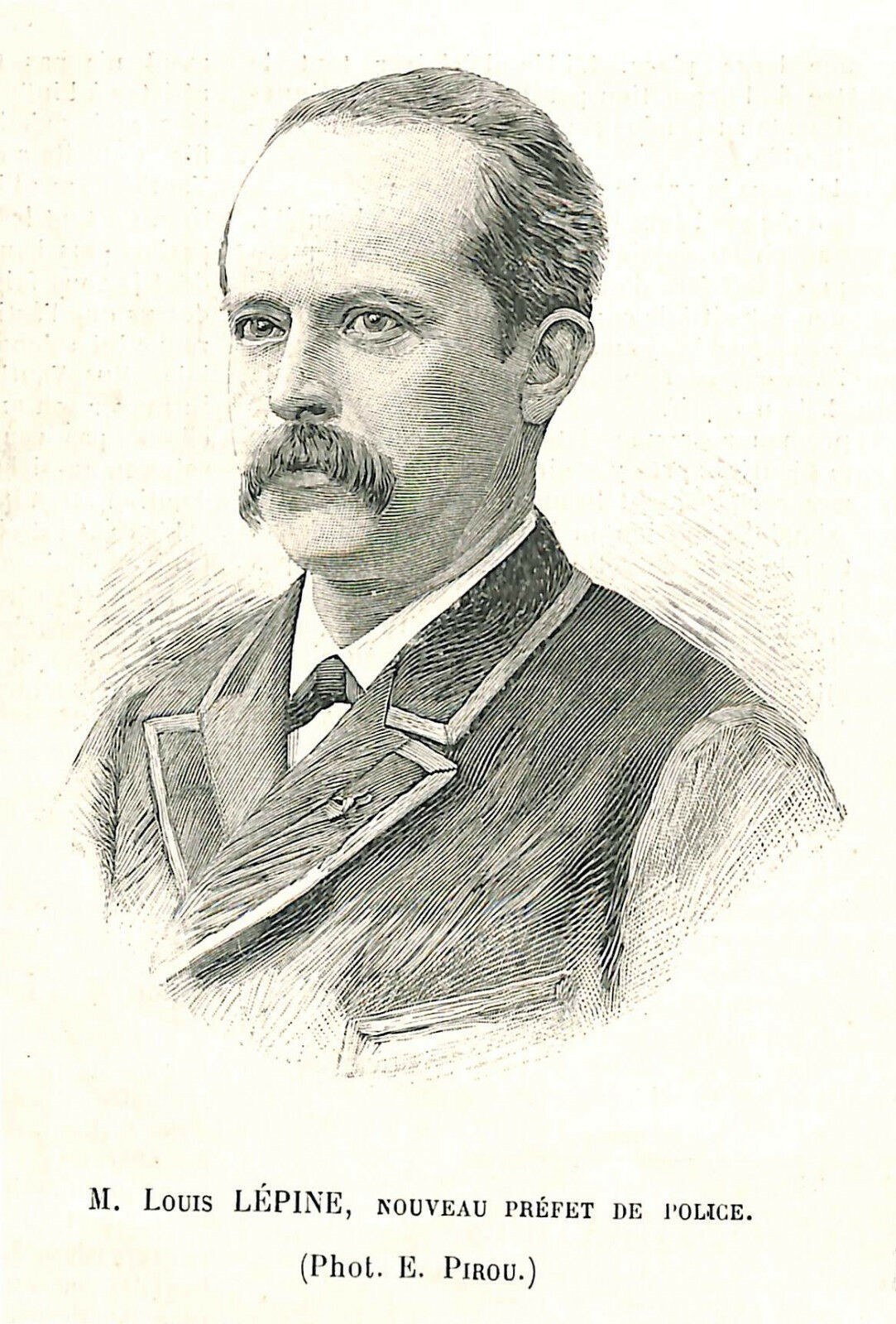
Louis Lépine, neuer Präfekt der Polizei (Eugène Pirou)
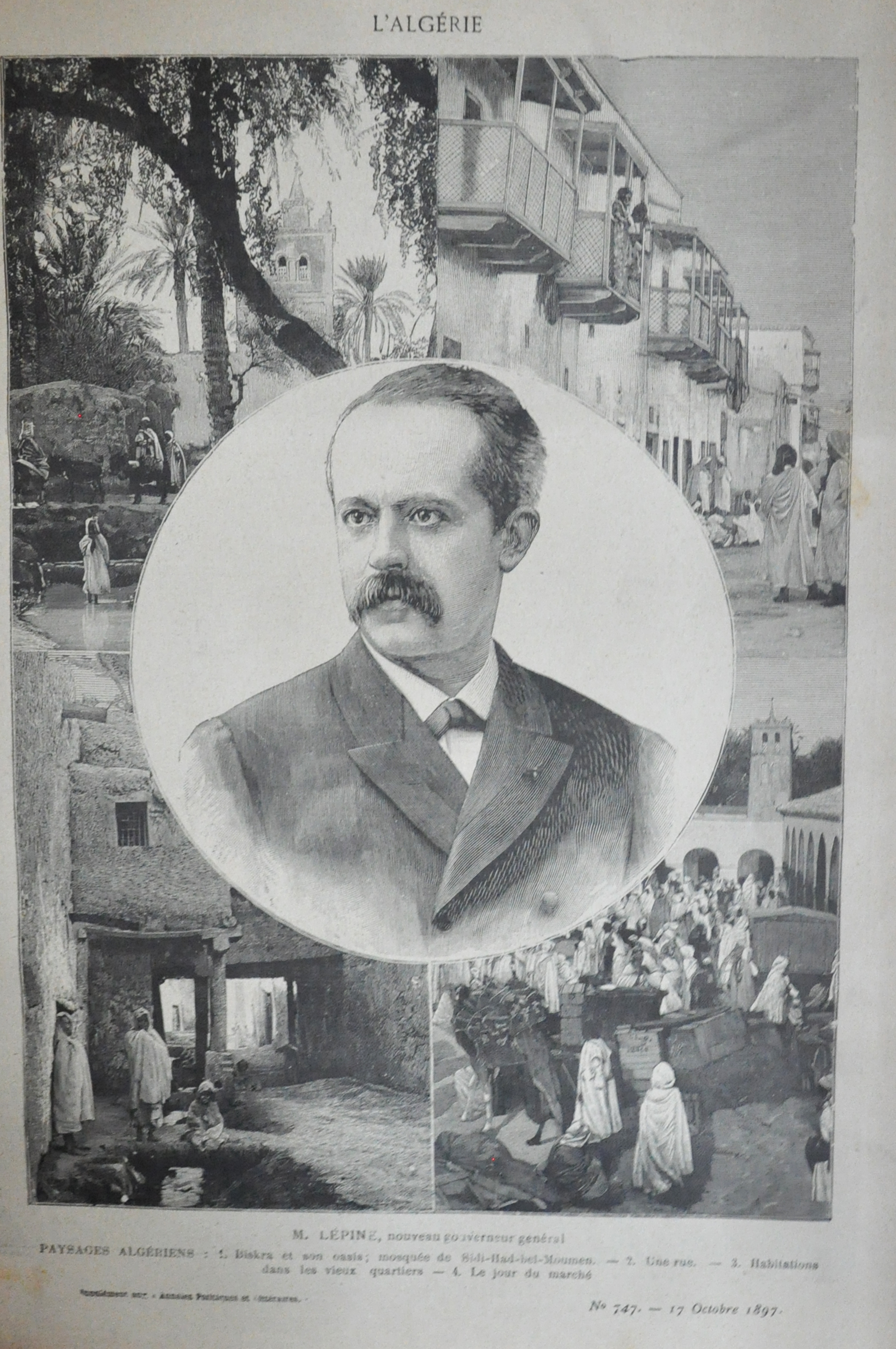
1897 als Generalgouverneur von Algerien
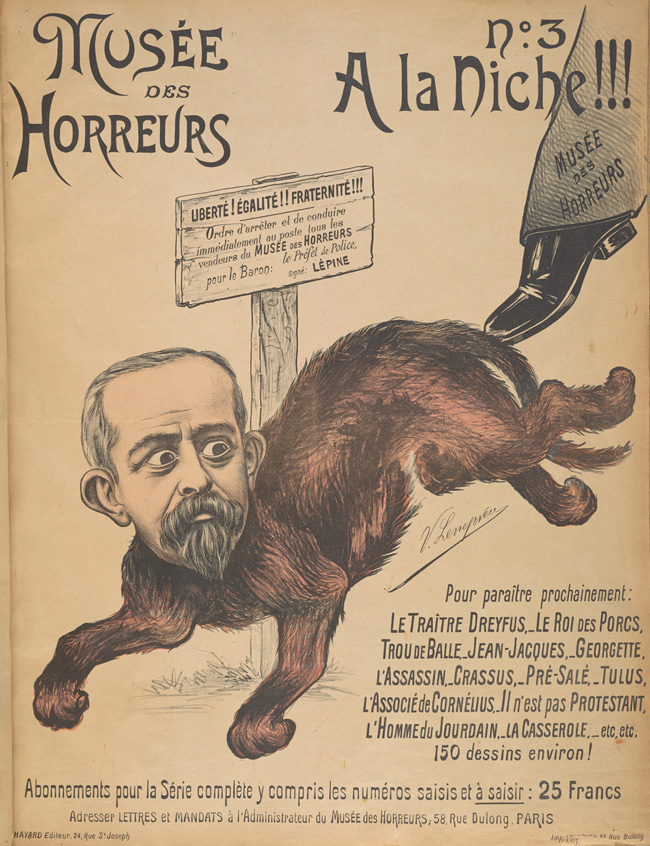
A la niche (In die Hundehütte), Musée des horreurs
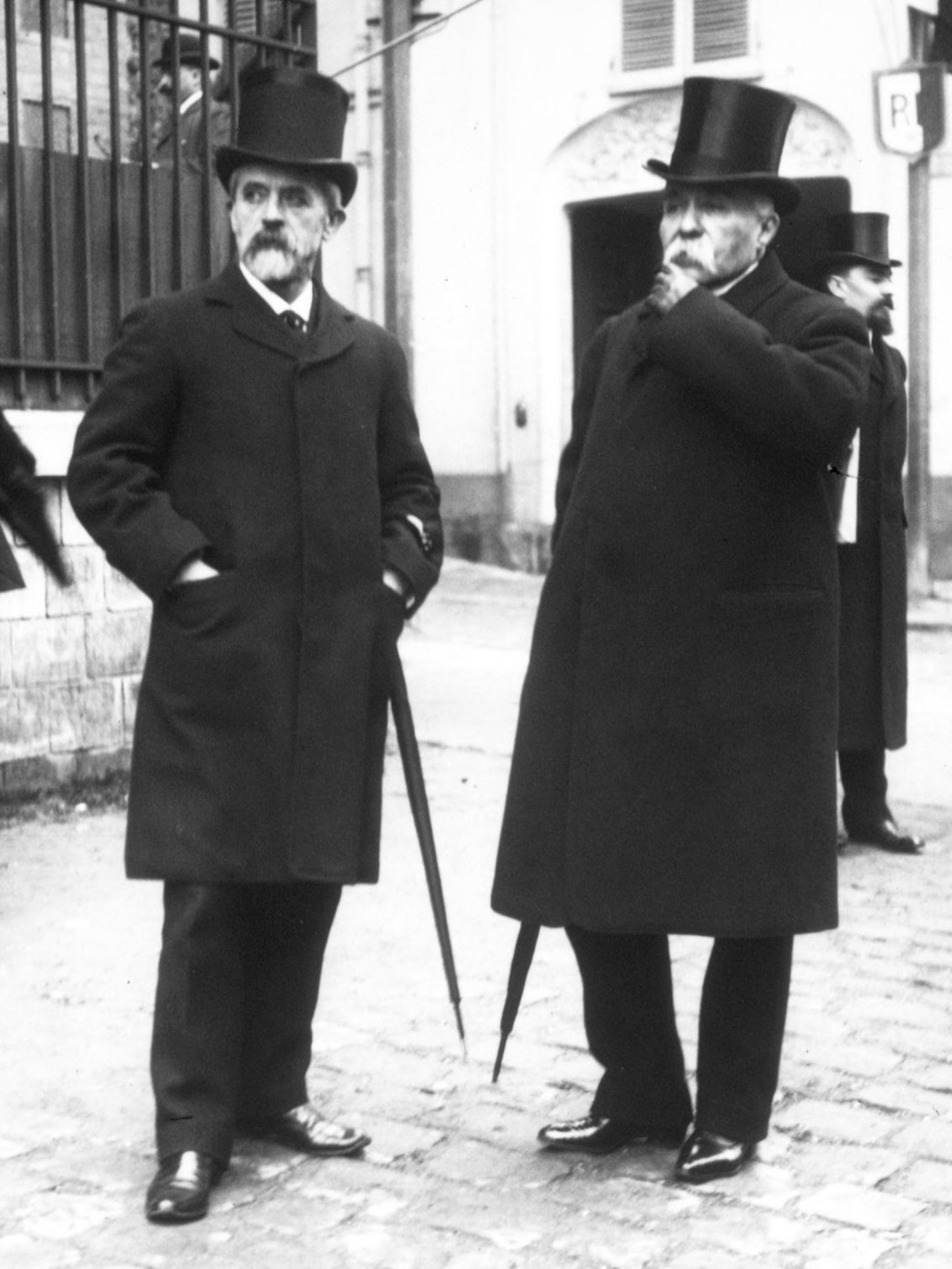
Louis Lépine und Georges Clemenceau 1908
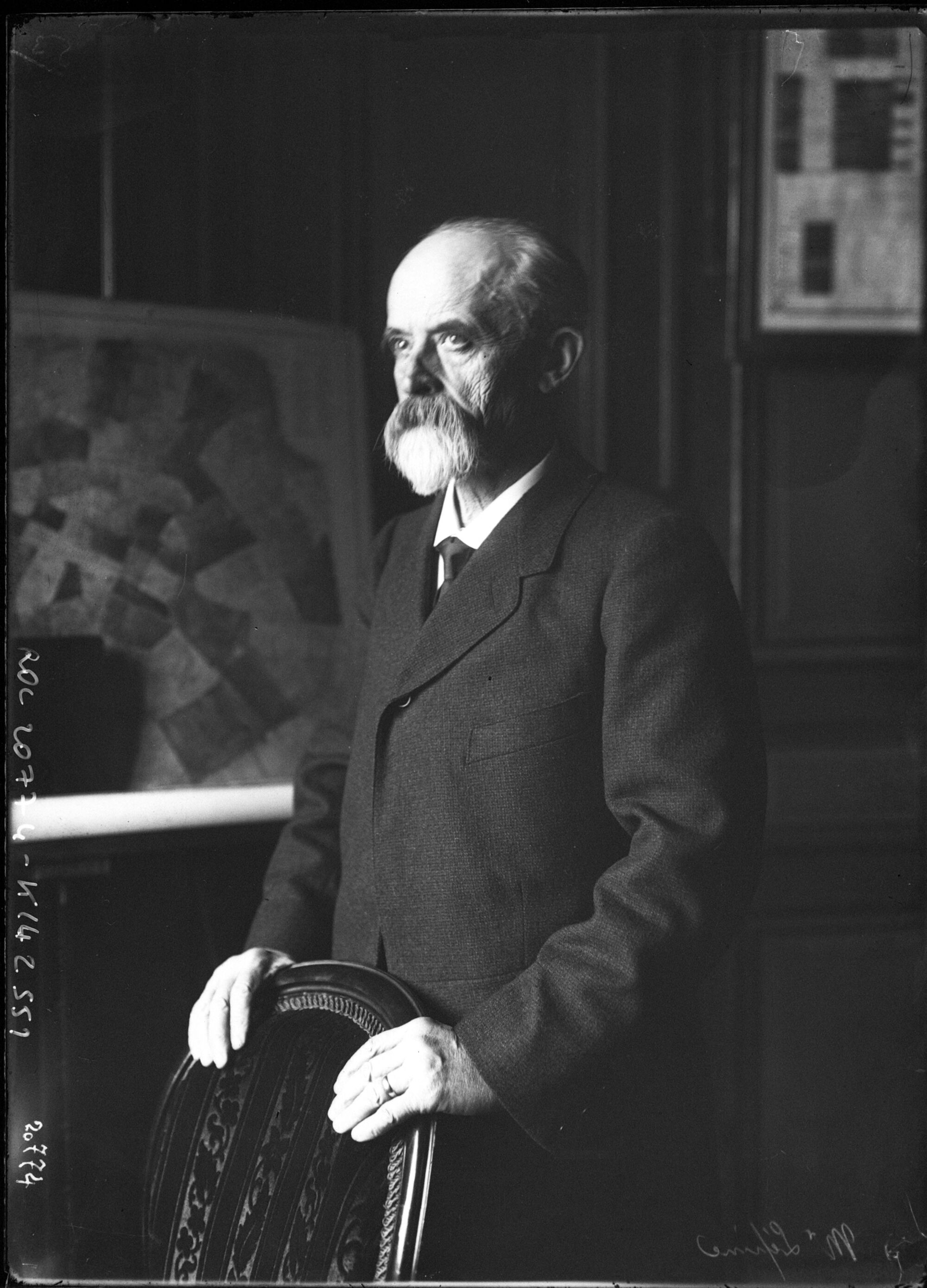
Louis Lépine 1912